# Гимпаци (Олт)
Гимпаци (рум. Ghimpați) насеље је у Румунији у округу Олт у општини Фаркашеле. Oпштина се налази на надморској висини од 88 m.

## Становништво
Према подацима из 2002. године у насељу је живело 1006 становника, од којих су сви румунске националности.